# Huyan
Els huyan (xinès tradicional: 呼衍、呼延, xinès simplificat: 呼衍、呼延Wade-Giles: 'Huyen') va ser una família noble que dirigí les últimes restes dels Xiongnu del Nord, fins al Jungària durant el segle II aEC, després de la batalla d'Ikh Bayan. El clan noble de Huyan, és un anterior llinatge matern o cognom, que posteriorment va ser substituït per la tribu Suybu, tant com 'Ashina (阿史那) i el Yujiulu (郁久閭).
Pel segle III aEC, l'estrat superior dels xiongnu es componia de cinc cases aristocràtiques, els Luanti (攣鞮, casa de Shanyu i els Tuqi de l'est i de l'oest), Huyan (呼衍, Tr. Kuyan = Llebre), Xubu (須卜, Tr. Suibu, Suybu = [s/h]Tribu Yui), Qiulin (丘林) i Lan (蘭, Tr. Lan = Hort). Tant les cases de nobles dels Huyan (Kuyan) com dels Xubu (Suybu), es van establir a l'est, els Qiulin i Lan en l'oest, mentre que els Luanti es van assentar al centre de Mongòlia.

## Persones prominents amb el nom de la família 呼延
- Hūyán Zàn 呼延贊 (?-1000), general militar de la Dinastia del Song del Nord.
- Hūyán Zhuó 呼延灼, un dels 36 Esperits Celestials de Liangshan que apareix en la contalla Marge d'Aigua.

## Anotacions
1. 1 2  Lin (1986), p. 33-45, 114-119
2. 1 2  Wang (2004), p. 132-147,
3. ↑  Bichurin N.Ya., "Collection of information on peoples in Central Asia in ancient times", vol. 1, Sankt Petersburg, 1851, p. 15 (nota 1: Huyan i Suibu sempre estaven en relació maritals amb Shanuy. Suibu tenia una destinació com a jutge de l'Estat. El costum de prendre les donzelles Khan només des de les mateixes cases també va sobreviure a la casa de Genguis Khan.)
4. ↑  Gumilev L.N., "Hunnu in China", Moscow, 'Science', 1974